# Голбец
Го́лбе́ц (от др.-сканд. golf — «пол, отделение») — в деревянных избах — конструкция при печи для всхода на печь и полати, а также спуска в подклет. У русских также называется казёнка, каржина, голбешник, запечник, у белорусов — подпечник. Может быть оформлен в виде загородки или чуланчика с дверцами, лазом и ступеньками. Иногда чулан называется верхним, а подполье — нижним голбцом. Располагается у входа на жилой этаж (житьё) или за перегородкой в стряпной (на кухне), при этом находится напротив красного угла.
Казенка как правило небольшой склад топоров и проч. инвентаря у торцевой стороны русской печи возле вешалки.
В голбце в виде отдельного помещения под тёплым полом в русской избе хранили в зимнее время запасы овощей. Вход в него делался в виде люка в полу из обогреваемой комнаты. Для глубокого голбца могла быть сделана лестница в несколько ступенек. Пол в голбце, как правило земляной, но для хранения картофеля делается деревянный настил. Ниже голбца находится погреб в виде небольшой, отдельной, закрывающейся своим люком ямы. В Зауралье он называется «яма в голбце».
Считается имеющим, помимо утилитарного, сакральный смысл — связь мира живых с миром предков. В. И. Даль приводит поверье: входя в избу к невесте, берутся рукой за голбец. В народных суевериях — место обитания домового.
Также — надгробный памятник в форме избушки. В этом значении — также «голубец». Были запрещены в результате церковной реформации патриарха Никона, как проявление раскола, встречаются на старообрядческих захоронениях. На Русском Севере — надгробный памятник типа креста или крест со схематической кровлей. Символически — дом умершего человека.